# Deutsche Schwimmmeisterschaften 1951
Die 63. Deutschen Meisterschaften im Schwimmen fanden vom 9. bis 12. August 1951 im Freibad Nattenberg in Lüdenscheid statt.
| Disziplin           | Männer                | Männer                    | Männer     | Frauen            | Frauen             | Frauen     |
| Disziplin           | Name                  | Verein                    | Zeit       | Name              | Verein             | Zeit       |
| ------------------- | --------------------- | ------------------------- | ---------- | ----------------- | ------------------ | ---------- |
| 100 m Freistil      | Harry Hitziger        | Wasserratten Berlin       | 1:01,2 min | Elisabeth Rechlin | Bochum             |            |
| 200 m Freistil      | Heinz-Günther Lehmann | Aachener Schwimmverein 06 | 2:17,3 min |                   |                    |            |
| 400 m Freistil      | Heinz-Günther Lehmann | Aachener Schwimmverein 06 |            | Elisabeth Rechlin | Bochum             |            |
| 1500 m Freistil     | Heinz-Günther Lehmann | Aachener Schwimmverein 06 |            |                   |                    |            |
| 100 m Brust         | Herbert Klein         | München                   | 1:09,8 min | Ria Lörper        | SV Aegir Kempen    |            |
| 200 m Brust         | Herbert Klein         | München                   |            | Ria Lörper        | SV Aegir Kempen    |            |
| 100 m Rücken        | Hans Schuster         | Poseidon Berlin           |            | Gertrud Herrbruck | Blauweiß Pirmasens | 1:19,0 min |
| 200 m Schmetterling | Herbert Klein         | München                   |            |                   |                    |            |